# Lista siturilor arheologice din județul Brașov - C
Lista siturilor arheologice din județul Brașov - C conține toate siturile arheologice din județul Brașov înscrise în Repertoriul Arheologic Național (RAN) și aflate în localități al căror nume începe cu litera C. RAN este administrat de Ministerul Culturii și Patrimoniului Național și cuprinde date științifice, cartografice, topografice, imagini și planuri, precum și orice alte informații privitoare la zonele cu potențial arheologic, studiate sau nu, încă existente sau dispărute.
Puteți căuta un sit din localitățile care încep cu litera C folosind formularul de mai jos sau puteți naviga prin toate siturile din județ la Lista siturilor arheologice din județul Brașov.
| Cod RAN                                   | Denumire | Localitate                       | Adresă                     | Datare                                     | Descoperit | Coordonate                                    | Imagine           | Erori            |
| ----------------------------------------- | --- | -------------------------------- | -------------------------- | ------------------------------------------ | ---------- | --------------------------------------------- | ----------------- | ---------------- |
| 40571.01.01 (Cod LMI: BV-I-m-B-11263.02)  | Situl arheologic de la Calbor - "Piscul Cremenișului" / ansamblu anonim (Categorie: locuire civilă) (Tip: Așezare)                                   | sat Calbor, comuna Beclean       | Piscul Cremenișului        |                                            |            |                                               | Încărcați imagine | Raportați eroare |
| 40571.01.02 (Cod LMI: BV-I-m-B-11263.01)  | Situl arheologic de la Calbor - "Piscul Cremenișului" / ansamblu anonim (Categorie: locuire civilă) (Tip: Așezare)                                   | sat Calbor, comuna Beclean       | Piscul Cremenișului        |                                            |            |                                               | Încărcați imagine | Raportați eroare |
| 40571.02.01 (Cod LMI: BV-I-s-B-11264)     | Situl arheologic de la Calbor - "Făgetul Calborului" / ansamblu anonim (Categorie: descoperire funerară) (Tip: Necropolă tumulară)                   | sat Calbor, comuna Beclean       | Făgetul Calborului         | sec. II p. Chr.                            |            |                                               | Încărcați imagine | Raportați eroare |
| 40571.02.02 (Cod LMI: BV-I-s-B-11264)     | Situl arheologic de la Calbor - "Făgetul Calborului" / ansamblu anonim (Categorie: descoperire funerară) (Tip: Locuire)                              | sat Calbor, comuna Beclean       | Făgetul Calborului         | Coțofeni                                   |            |                                               | Încărcați imagine | Raportați eroare |
| 40777.01.01 (Cod LMI: BV-I-m-B-11265.02)  | Situl arheologic de la Cața - "La Fermă" / ansamblu anonim (Categorie: locuire civilă) (Tip: Așezare)                                                | sat Cața, comuna Cața            | La Fermă                   | sec. XI - IX a. Chr.                       |            |                                               | Încărcați imagine | Raportați eroare |
| 40777.01.02 (Cod LMI: BV-I-m-B-11265.01)  | Situl arheologic de la Cața - "La Fermă" / ansamblu anonim (Categorie: locuire civilă) (Tip: Așezare)                                                | sat Cața, comuna Cața            | La Fermă                   | sec. II - III                              |            |                                               | Încărcați imagine | Raportați eroare |
| 40777.01.03 (Cod LMI: BV-I-s-B-11265)     | Situl arheologic de la Cața - "La Fermă" / ansamblu anonim (Categorie: locuire civilă) (Tip: Așezare)                                                | sat Cața, comuna Cața            | La Fermă                   | sec. VIII-X                                |            |                                               | Încărcați imagine | Raportați eroare |
| 42325.01.01 (Cod LMI: BV-I-m-B-11265.02)  | Situl arheologic de la Cincșor -"Cetate" / ansamblu anonim (Categorie: locuire militară) (Tip: Așezare)                                              | sat Cincșor, comuna Voila        | Cetate                     | sec. II - III                              |            | 45°50′41″N 24°51′53″E / 45.84472°N 24.86472°E | Încărcați imagine | Raportați eroare |
| 42325.01.02 (Cod LMI: BV-I-s-A-11266)     | Situl arheologic de la Cincșor -"Cetate" / ansamblu anonim (Categorie: locuire militară) (Tip: Așezare)                                              | sat Cincșor, comuna Voila        | Cetate                     |                                            |            | 45°50′41″N 24°51′53″E / 45.84472°N 24.86472°E | Încărcați imagine | Raportați eroare |
| 42325.01.03 (Cod LMI: BV-I-s-A-11266)     | Situl arheologic de la Cincșor -"Cetate" / ansamblu anonim (Categorie: locuire militară) (Tip: Așezare)                                              | sat Cincșor, comuna Voila        | Cetate                     | dacică                                     |            | 45°50′41″N 24°51′53″E / 45.84472°N 24.86472°E | Încărcați imagine | Raportați eroare |
| 42325.01.04 (Cod LMI: BV-I-m-B-11265.01)  | Situl arheologic de la Cincșor -"Cetate" / ansamblu anonim (Categorie: locuire militară) (Tip: Castru)                                               | sat Cincșor, comuna Voila        | Cetate                     | sec. II - III                              |            | 45°50′41″N 24°51′53″E / 45.84472°N 24.86472°E | Încărcați imagine | Raportați eroare |
| 40250.01.01 (Cod LMI: BV-I-m-A-11267.02)  | Situl arheologic de la Codlea - "Măgura Codlei" / ansamblu anonim (Categorie: locuire) (Tip: Fortificație)                                           | municipiul Codlea                | Măgura Codlei              | dacică sec. I a. Chr. - I p. Chr.          |            | 45°42′35″N 25°24′11″E / 45.70972°N 25.40306°E | Încărcați imagine | Raportați eroare |
| 40250.01.02 (Cod LMI: BV-I-m-A-11267.01)  | Situl arheologic de la Codlea - "Măgura Codlei" / ansamblu anonim (Categorie: locuire) (Tip: Fortificație)                                           | municipiul Codlea                | Măgura Codlei              | sec. X - XIII                              |            | 45°42′35″N 25°24′11″E / 45.70972°N 25.40306°E | Încărcați imagine | Raportați eroare |
| 40866.01.01 (Cod LMI: BV-I-m-B-11268.05)  | Situl arheologic de la Comana de Jos - "Gruiul Văcarului" / ansamblu anonim (Categorie: locuire civilă) (Tip: Așezare)                               | sat Comana de Jos, comuna Comana | Gruiul Văcarului           | Glina III - Schnekenberg                   |            | 45°56′00″N 25°14′32″E / 45.93328°N 25.24226°E | Încărcați imagine | Raportați eroare |
| 40866.01.02 (Cod LMI: BV-I-m-B-11268.03)  | Situl arheologic de la Comana de Jos - "Gruiul Văcarului" / ansamblu anonim (Categorie: locuire civilă) (Tip: Așezare)                               | sat Comana de Jos, comuna Comana | Gruiul Văcarului           |                                            |            | 45°56′00″N 25°14′32″E / 45.93328°N 25.24226°E | Încărcați imagine | Raportați eroare |
| 40866.01.03 (Cod LMI: BV-I-m-B-11268.04)  | Situl arheologic de la Comana de Jos - "Gruiul Văcarului" / ansamblu anonim (Categorie: locuire civilă) (Tip: Așezare)                               | sat Comana de Jos, comuna Comana | Gruiul Văcarului           | dacică sec. II a. Chr. - I. p. Chr.        |            | 45°56′00″N 25°14′32″E / 45.93328°N 25.24226°E | Încărcați imagine | Raportați eroare |
| 40866.01.04 (Cod LMI: BV-I-s-B-11268)     | Situl arheologic de la Comana de Jos - "Gruiul Văcarului" / ansamblu anonim (Categorie: locuire civilă) (Tip: Așezare)                               | sat Comana de Jos, comuna Comana | Gruiul Văcarului           |                                            |            | 45°56′00″N 25°14′32″E / 45.93328°N 25.24226°E | Încărcați imagine | Raportați eroare |
| 40866.01.05 (Cod LMI: BV-I-s-B-11268)     | Situl arheologic de la Comana de Jos - "Gruiul Văcarului" / ansamblu anonim (Categorie: locuire civilă) (Tip: Așezare)                               | sat Comana de Jos, comuna Comana | Gruiul Văcarului           |                                            |            | 45°56′00″N 25°14′32″E / 45.93328°N 25.24226°E | Încărcați imagine | Raportați eroare |
| 40866.01.06 (Cod LMI: BV-I-m-B-11268.01)  | Situl arheologic de la Comana de Jos - "Gruiul Văcarului" / ansamblu anonim (Categorie: locuire civilă) (Tip: Așezare)                               | sat Comana de Jos, comuna Comana | Gruiul Văcarului           | sec. VIII - IX                             |            | 45°56′00″N 25°14′32″E / 45.93328°N 25.24226°E | Încărcați imagine | Raportați eroare |
| 40866.01.07 (Cod LMI: BV-I-m-B-11268.02)  | Situl arheologic de la Comana de Jos - "Gruiul Văcarului" / ansamblu anonim (Categorie: locuire civilă) (Tip: Așezare)                               | sat Comana de Jos, comuna Comana | Gruiul Văcarului           | sec. XI - XIII                             |            | 45°56′00″N 25°14′32″E / 45.93328°N 25.24226°E | Încărcați imagine | Raportați eroare |
| 40919.01.01 (Cod LMI: BV-I-m-B-11270.01)  | Situl arheologic de la Cristian - "str. Gării" / ansamblu anonim (Categorie: locuire civilă) (Tip: Așezare)                                          | sat Cristian, comuna Cristian    | str. Gării                 | daco-romană sec. III - IV                  |            |                                               | Încărcați imagine | Raportați eroare |
| 40919.01.02 (Cod LMI: BV-I-m-B-11270.02)  | Situl arheologic de la Cristian - "str. Gării" / ansamblu anonim (Categorie: locuire civilă) (Tip: Așezare)                                          | sat Cristian, comuna Cristian    | str. Gării                 | dacică                                     |            |                                               | Încărcați imagine | Raportați eroare |
| 40919.02.01 (Cod LMI: BV-I-m-B-11269.02)  | Situl arheologic de la Cristian - "Dealul Bachel" / ansamblu anonim (Categorie: locuire civilă) (Tip: Așezare)                                       | sat Cristian, comuna Cristian    | Dealul Bachel              | Cucuteni                                   |            |                                               | Încărcați imagine | Raportați eroare |
| 40919.02.02 (Cod LMI: BV-I-m-B-11269.03)  | Situl arheologic de la Cristian - "Dealul Bachel" / ansamblu anonim (Categorie: locuire civilă) (Tip: Așezare)                                       | sat Cristian, comuna Cristian    | Dealul Bachel              |                                            |            |                                               | Încărcați imagine | Raportați eroare |
| 40919.02.03 (Cod LMI: BV-I-m-B-11269.04)  | Situl arheologic de la Cristian - "Dealul Bachel" / ansamblu anonim (Categorie: locuire civilă) (Tip: Așezare)                                       | sat Cristian, comuna Cristian    | Dealul Bachel              |                                            |            |                                               | Încărcați imagine | Raportați eroare |
| 40919.02.04 (Cod LMI: BV-I-m-B-11269.01)  | Situl arheologic de la Cristian - "Dealul Bachel" / ansamblu anonim (Categorie: locuire civilă) (Tip: Așezare)                                       | sat Cristian, comuna Cristian    | Dealul Bachel              | Sântana de Mureș - Cerneahov sec. III - IV |            |                                               | Încărcați imagine | Raportați eroare |
| 40919.02.05 (Cod LMI: BV-I-s-B-11269)     | Situl arheologic de la Cristian - "Dealul Bachel" / ansamblu anonim (Categorie: locuire civilă) (Tip: Așezare)                                       | sat Cristian, comuna Cristian    | Dealul Bachel              | Cucuteni - Ariușd                          |            |                                               | Încărcați imagine | Raportați eroare |
| 40722.01.01                               | Așezarea rurală romană de la Criț - "casa parohială evanghelică" / ansamblu anonim (Categorie: locuire civilă) (Tip: Așezare rurală)                 | sat Criț, comuna Bunești         | Casa parohială evanghelică | sec. II - III                              |            |                                               | Încărcați imagine | Raportați eroare |
| 41202.01.01 (Cod LMI: BV-I-m-B-11274.01)  | Situl arheologic de la Cuciulata - "Pleșița Pietroasa" / ansamblu anonim (Categorie: locuire civilă) (Tip: Așezare)                                  | sat Cuciulata, comuna Hoghiz     | Pleșita Pietroasă          | Schneckenberg                              |            |                                               | Încărcați imagine | Raportați eroare |
| 41202.01.02 (Cod LMI: BV-I-m-B-11274.02)  | Situl arheologic de la Cuciulata - "Pleșița Pietroasa" / ansamblu anonim (Categorie: locuire civilă) (Tip: Așezare)                                  | sat Cuciulata, comuna Hoghiz     | Pleșita Pietroasă          | dacică sec. III a. Chr. - I p. Chr.        |            |                                               | Încărcați imagine | Raportați eroare |
| 41202.01.03 (Cod LMI: BV-I-s-B-11274)     | Situl arheologic de la Cuciulata - "Pleșița Pietroasa" / ansamblu anonim (Categorie: locuire civilă) (Tip: Așezare)                                  | sat Cuciulata, comuna Hoghiz     | Pleșita Pietroasă          |                                            |            |                                               | Încărcați imagine | Raportați eroare |
| 41202.02 (Cod LMI: BV-I-s-B-11275)        | Situl arheologic de la Cuciulata - "Stogul lui Coțofan" (Categorie: locuire civilă) (Tip: așezare)                                                   | sat Cuciulata, comuna Hoghiz     | Stogul lui Coțofan         | neprecizată, sec. I a. Chr. - I p. Chr.    |            |                                               | Încărcați imagine | Raportați eroare |
| 41202.02.01 (Cod LMI: BV-I-m-B-11275.01)  | Situl arheologic de la Cuciulata - "Stogul lui Coțofan" / ansamblu anonim (Categorie: locuire civilă) (Tip: Așezare)                                 | sat Cuciulata, comuna Hoghiz     | Stogul lui Coțofan         | dacică sec. I a. Chr. - I p. Chr.          |            |                                               | Încărcați imagine | Raportați eroare |
| 41202.02.03 (Cod LMI: BV-I-m-B-11275.02)  | Situl arheologic de la Cuciulata - "Stogul lui Coțofan" / ansamblu anonim (Categorie: locuire civilă) (Tip: Așezare)                                 | sat Cuciulata, comuna Hoghiz     | Stogul lui Coțofan         | Glina III                                  |            |                                               | Încărcați imagine | Raportați eroare |
| 41202.02.04 (Cod LMI: BV-I-s-B-11275)     | Situl arheologic de la Cuciulata - "Stogul lui Coțofan" / ansamblu anonim (Categorie: locuire civilă) (Tip: Așezare)                                 | sat Cuciulata, comuna Hoghiz     | Stogul lui Coțofan         | Schneckenberg                              |            |                                               | Încărcați imagine | Raportați eroare |
| 41202.02.05 (Cod LMI: BV-I-m-B-11275.02)  | Situl arheologic de la Cuciulata - "Stogul lui Coțofan" / ansamblu anonim (Categorie: locuire civilă) (Tip: Fortificație)                            | sat Cuciulata, comuna Hoghiz     | Stogul lui Coțofan         | neprecizată                                |            |                                               | Încărcați imagine | Raportați eroare |
| 40866.02.01                               | Așezarea din perioada de tranziție de la Comana de Jos - "Cetatea lui Mailat" / ansamblu anonim (Categorie: locuire civilă) (Tip: Așezare)           | sat Comana de Jos, comuna Comana | Cetatea lui Mailat         | sec. XIV - XVII                            |            |                                               | Încărcați imagine | Raportați eroare |
| 41051.02.01                               | Așezarea paleolitică de la Crizbav - "Bajos" / ansamblu așezare (Categorie: locuire civilă) (Tip: Așezare)                                           | sat Crizbav, comuna Crizbav      | Bajos                      | Aurignacian                                |            |                                               | Încărcați imagine | Raportați eroare |
| 40571.03.01                               | Situl arheologic de la Calbor- Dealul Calborului / ansamblu anonim (Categorie: locuire civilă) (Tip: Așezare)                                        | sat Calbor, comuna Beclean       | Dealul Calborului          | Petrești                                   |            |                                               | Încărcați imagine | Raportați eroare |
| 40571.03.02                               | Situl arheologic de la Calbor- Dealul Calborului / ansamblu anonim (Categorie: locuire civilă) (Tip: Așezare)                                        | sat Calbor, comuna Beclean       | Dealul Calborului          |                                            |            |                                               | Încărcați imagine | Raportați eroare |
| 40777.02                                  | Așezările eneolitice de la Cața (Categorie: locuire civilă) (Tip: așezare)                                                                           | sat Cața, comuna Cața            |                            |                                            |            |                                               | Încărcați imagine | Raportați eroare |
| 40777.02.01                               | Așezările eneolitice de la Cața / ansamblu anonim (Categorie: locuire civilă) (Tip: Așezare)                                                         | sat Cața, comuna Cața            |                            | Petrești                                   |            |                                               | Încărcați imagine | Raportați eroare |
| 40777.03.02                               | Așezările eneolitice de la Cața / ansamblu anonim (Categorie: locuire civilă) (Tip: Așezare)                                                         | sat Cața, comuna Cața            |                            | Cucuteni - Ariușd                          |            |                                               | Încărcați imagine | Raportați eroare |
| 42325.02.01                               | Așezarea neolitică de la Cincșor / ansamblu anonim (Categorie: locuire civilă) (Tip: așezare)                                                        | sat Cincșor, comuna Voila        |                            |                                            |            |                                               | Încărcați imagine | Raportați eroare |
| 42325.02.01                               | Așezarea neolitică de la Cincșor / complex anonim (Categorie: locuire civilă) (Tip: bordei)                                                          | sat Cincșor, comuna Voila        |                            |                                            |            |                                               | Încărcați imagine | Raportați eroare |
| 40839.01.01                               | Situl arheologic de la Cincu-Sub Teiș / ansamblu anonim (Categorie: locuire civilă) (Tip: Așezare)                                                   | sat Cincu, comuna Cincu          | Sub Teiș                   | Coțofeni                                   |            |                                               | Încărcați imagine | Raportați eroare |
| 40839.01.02                               | Situl arheologic de la Cincu-Sub Teiș / ansamblu anonim (Categorie: locuire civilă) (Tip: descoperiri de suprafață)                                  | sat Cincu, comuna Cincu          | Sub Teiș                   |                                            |            |                                               | Încărcați imagine | Raportați eroare |
| 42094.01.01                               | Așezarea neolitică de la Cobor / ansamblu anonim (Categorie: locuire civilă) (Tip: Așezare)                                                          | sat Cobor, comuna Ticușu         |                            |                                            |            |                                               | Încărcați imagine | Raportați eroare |
| 42094.02.01                               | Descoperirile neolitice de la Cobor - "Noatlikgraben" / ansamblu anonim (Categorie: neprecizată) (Tip: Depozit)                                      | sat Cobor, comuna Ticușu         | `, punct Noatlikgraben     |                                            |            |                                               | Încărcați imagine | Raportați eroare |
| 40875.01.01                               | Situl arheologic de la Comana de Sus-Dealul Cetății / ansamblu anonim (Categorie: locuire civilă) (Tip: Așezare)                                     | sat Comana de Sus, comuna Comana | Dealul Cetății             |                                            |            |                                               | Încărcați imagine | Raportați eroare |
| 40875.01.02                               | Situl arheologic de la Comana de Sus-Dealul Cetății / ansamblu anonim (Categorie: locuire civilă) (Tip: Așezare)                                     | sat Comana de Sus, comuna Comana | Dealul Cetății             |                                            |            |                                               | Încărcați imagine | Raportați eroare |
| 40875.01.03                               | Situl arheologic de la Comana de Sus-Dealul Cetății / ansamblu anonim (Categorie: locuire civilă) (Tip: Așezare)                                     | sat Comana de Sus, comuna Comana | Dealul Cetății             | Coțofeni                                   |            |                                               | Încărcați imagine | Raportați eroare |
| 40875.01.04                               | Situl arheologic de la Comana de Sus-Dealul Cetății / ansamblu anonim (Categorie: locuire civilă) (Tip: Așezare fortificată)                         | sat Comana de Sus, comuna Comana | Dealul Cetății             |                                            |            |                                               | Încărcați imagine | Raportați eroare |
| 41131.01.01                               | Așezarea neolitică de la Copăcel- La Gheorghești / ansamblu anonim (Categorie: locuire civilă) (Tip: Așezare)                                        | sat Copăcel, comuna Hârseni      | La Gheorghești             |                                            |            |                                               | Încărcați imagine | Raportați eroare |
| 40722.02.01                               | Așezarea preistorică de Criț / ansamblu anonim (Categorie: locuire civilă) (Tip: Așezare)                                                            | sat Criț, comuna Bunești         |                            |                                            |            |                                               | Încărcați imagine | Raportați eroare |
| 40722.02.01                               | Așezarea preistorică de Criț / complex anonim (Categorie: locuire civilă) (Tip: bordei)                                                              | sat Criț, comuna Bunești         |                            |                                            |            |                                               | Încărcați imagine | Raportați eroare |
| 40722.02.01                               | Așezarea preistorică de Criț / complex anonim (Categorie: locuire civilă) (Tip: vatră)                                                               | sat Criț, comuna Bunești         |                            |                                            |            |                                               | Încărcați imagine | Raportați eroare |
| 41051.04.01                               | Așezarea Criș de la Crizbav - "Între Văi" / ansamblu așezare (Categorie: locuire civilă) (Tip: Așezare)                                              | sat Crizbav, comuna Crizbav      | Între Văi                  | Starčevo - Criș                            |            |                                               | Încărcați imagine | Raportați eroare |
| 41051.05.01                               | Situl arheologic de la Crizbav - "La Stejari" / ansamblu așezare (Categorie: locuire civilă) (Tip: Așezare)                                          | sat Crizbav, comuna Crizbav      | La Stejari                 | Cucuteni                                   |            |                                               | Încărcați imagine | Raportați eroare |
| 41051.05.02                               | Situl arheologic de la Crizbav - "La Stejari" / ansamblu așezare (Categorie: locuire civilă) (Tip: Așezare)                                          | sat Crizbav, comuna Crizbav      | La Stejari                 | Tei                                        |            |                                               | Încărcați imagine | Raportați eroare |
| 41051.05.03                               | Situl arheologic de la Crizbav - "La Stejari" / ansamblu așezare (Categorie: locuire civilă) (Tip: Așezare)                                          | sat Crizbav, comuna Crizbav      | La Stejari                 |                                            |            |                                               | Încărcați imagine | Raportați eroare |
| 41060.01                                  | Krummesser neolitic de la Cutuș (Categorie: neprecizată) (Tip: neprecizat)                                                                           | sat Cutuș, comuna Crizbav        |                            |                                            |            |                                               | Încărcați imagine | Raportați eroare |
| 42325.03.01                               | Așezarea Schneckenberg de la Viile Sașilor / ansamblu anonim (Categorie: locuire civilă) (Tip: Așezare)                                              | sat Cincșor, comuna Voila        | Viile Sașilor              | Schneckenberg                              |            |                                               | Încărcați imagine | Raportați eroare |
| 42325.04.01                               | Așezarea Schneckenberg de la Cincșor- Dealul Cerului / ansamblu anonim (Categorie: locuire civilă) (Tip: Așezare)                                    | sat Cincșor, comuna Voila        | Dealul Cerului             | Schneckenberg                              |            |                                               | Încărcați imagine | Raportați eroare |
| 40839.02.01                               | Așezarea de epoca bronzului de la Cincu / ansamblu anonim (Categorie: locuire civilă) (Tip: Așezare)                                                 | sat Cincu, comuna Cincu          |                            |                                            |            |                                               | Încărcați imagine | Raportați eroare |
| 40250.02.01                               | Necropola din epoca bronzului de la Codlea / ansamblu anonim (Categorie: descoperire funerară) (Tip: Necropolă de inhumație)                         | municipiul Codlea                |                            | Schneckenberg                              |            |                                               | Încărcați imagine | Raportați eroare |
| 40866.06.01                               | Așezarea Wietenberg de la Comana de Jos - "Pe Ghinișoare" / ansamblu anonim (Categorie: locuire civilă) (Tip: Așezare)                               | sat Comana de Jos, comuna Comana | Pe Ghinișoare              | Wietenberg                                 |            | 45°54′17″N 25°14′32″E / 45.90484°N 25.24235°E | Încărcați imagine | Raportați eroare |
| 40866.07.01                               | Așezarea Schneckenberg de la Comana de Jos / ansamblu anonim (Categorie: locuire civilă) (Tip: Așezare)                                              | sat Comana de Jos, comuna Comana |                            | Schneckenberg                              |            |                                               | Încărcați imagine | Raportați eroare |
| 40919.03.01                               | Situl arheologic de la Cristian / ansamblu anonim (Categorie: locuire civilă) (Tip: Depozit)                                                         | sat Cristian, comuna Cristian    |                            |                                            |            |                                               | Încărcați imagine | Raportați eroare |
| 40919.03.02                               | Situl arheologic de la Cristian / ansamblu anonim (Categorie: locuire civilă) (Tip: Așezare)                                                         | sat Cristian, comuna Cristian    |                            | Turdaș                                     |            |                                               | Încărcați imagine | Raportați eroare |
| 40919.04.01                               | Așezarea Coțofeni de la Cristian / ansamblu anonim (Categorie: locuire civilă) (Tip: Așezare)                                                        | sat Cristian, comuna Cristian    |                            | Coțofeni                                   |            |                                               | Încărcați imagine | Raportați eroare |
| 40919.05.01                               | Așezarea de epoca bronzului de la Cristian - "Fabrica de șamotă" / ansamblu anonim (Categorie: locuire civilă) (Tip: Așezare)                        | sat Cristian, comuna Cristian    |                            |                                            |            |                                               | Încărcați imagine | Raportați eroare |
| 40722.03                                  | Descoperirile de epoca bronzului de la Criț- La Fermă (Categorie: locuire civilă) (Tip: așezare)                                                     | sat Criț, comuna Bunești         | La Fermă                   | sec. III-IV                                |            |                                               | Încărcați imagine | Raportați eroare |
| 40722.03.01                               | Descoperirile de epoca bronzului de la Criț- La Fermă / ansamblu posibilă așezare (Categorie: locuire civilă) (Tip: descoperiri izolate)             | sat Criț, comuna Bunești         | La Fermă                   | Wietenberg                                 |            |                                               | Încărcați imagine | Raportați eroare |
| 40722.03.02                               | Descoperirile de epoca bronzului de la Criț- La Fermă / ansamblu posibilă așezare (Categorie: locuire civilă) (Tip: descoperiri izolate)             | sat Criț, comuna Bunești         | La Fermă                   | sec. III-IV                                |            |                                               | Încărcați imagine | Raportați eroare |
| 41051.07.01                               | Așezare din epoca bronzului de la Crizbav / ansamblu așezare (Categorie: locuire civilă) (Tip: Așezare)                                              | sat Crizbav, comuna Crizbav      |                            | Wietenberg                                 |            |                                               | Încărcați imagine | Raportați eroare |
| 41051.07.02                               | Așezare din epoca bronzului de la Crizbav / ansamblu posibilă necropolă (Categorie: locuire civilă) (Tip: necropola)                                 | sat Crizbav, comuna Crizbav      |                            | Schneckenberg                              |            |                                               | Încărcați imagine | Raportați eroare |
| 41051.08.01                               | Situl arheologic de la Crizbav- Valea Mare / ansamblu așezare (Categorie: locuire civilă) (Tip: Așezare)                                             | sat Crizbav, comuna Crizbav      | Valea Mare                 | Schneckenberg                              |            |                                               | Încărcați imagine | Raportați eroare |
| 41051.08.02                               | Situl arheologic de la Crizbav- Valea Mare / ansamblu așezare (Categorie: locuire civilă) (Tip: Așezare)                                             | sat Crizbav, comuna Crizbav      | Valea Mare                 |                                            |            |                                               | Încărcați imagine | Raportați eroare |
| 41202.04.01                               | Așezarea Wietenberg de la Cuciulata- Fântâna Legionarilor / ansamblu anonim (Categorie: locuire civilă) (Tip: Așezare)                               | sat Cuciulata, comuna Hoghiz     | Fântâna Legionarilor       | Wietenberg                                 |            |                                               | Încărcați imagine | Raportați eroare |
| 40777.03.01                               | Așezarea hallstattiană de la Cața / ansamblu anonim (Categorie: locuire civilă) (Tip: Așezare)                                                       | sat Cața, comuna Cața            |                            |                                            |            |                                               | Încărcați imagine | Raportați eroare |
| 42325.05.01                               | Situl arheologic de la Cincșor / ansamblu anonim (Categorie: locuire civilă) (Tip: Așezare)                                                          | sat Cincșor, comuna Voila        |                            |                                            |            |                                               | Încărcați imagine | Raportați eroare |
| 42325.05.02                               | Situl arheologic de la Cincșor / ansamblu anonim (Categorie: locuire civilă) (Tip: Așezare)                                                          | sat Cincșor, comuna Voila        |                            | Starčevo - Criș                            |            |                                               | Încărcați imagine | Raportați eroare |
| 40839.03.01                               | Depozitul hallstattian de la Cincu- Poiana Învecinată / ansamblu anonim (Categorie: depozit/tezaur) (Tip: Depozit)                                   | sat Cincu, comuna Cincu          | Poiana Învecinată          |                                            |            |                                               | Încărcați imagine | Raportați eroare |
| 42094.03.01                               | Depozitul hallstattian de la Cobor / ansamblu anonim (Categorie: depozit/tezaur) (Tip: Depozit)                                                      | sat Cobor, comuna Ticușu         |                            |                                            |            |                                               | Încărcați imagine | Raportați eroare |
| 42094.04.01                               | Valul hallstattian de la Cobor - "Dealul Dacilor" / ansamblu anonim (Categorie: fortificație) (Tip: Val de pământ)                                   | sat Cobor, comuna Ticușu         | Dealul Dacilor             |                                            |            |                                               | Încărcați imagine | Raportați eroare |
| 40919.06.01                               | Situl arheologic la Cristian- Măgurele / ansamblu anonim (Categorie: locuire civilă) (Tip: Așezare)                                                  | sat Cristian, comuna Cristian    | Măgurele                   |                                            |            |                                               | Încărcați imagine | Raportați eroare |
| 40919.06.02                               | Situl arheologic la Cristian- Măgurele / ansamblu anonim (Categorie: locuire civilă) (Tip: Așezare)                                                  | sat Cristian, comuna Cristian    | Măgurele                   |                                            |            |                                               | Încărcați imagine | Raportați eroare |
| 40722.04                                  | Obiectele hallstattiene de la Criț - "Lunca Mare" (Categorie: descoperire izolată) (Tip: obiect izolat)                                              | sat Criț, comuna Bunești         | Lunca Mare                 |                                            |            |                                               | Încărcați imagine | Raportați eroare |
| 41051.09.01                               | Depozitul hallstattian de la Crizbav / ansamblu depozit (Categorie: depozit/tezaur) (Tip: Depozit)                                                   | sat Crizbav, comuna Crizbav      |                            |                                            |            |                                               | Încărcați imagine | Raportați eroare |
| 40839.04.01                               | Drahme descoperite la Cincu / ansamblu anonim (Categorie: descoperire izolată) (Tip: Depozit)                                                        | sat Cincu, comuna Cincu          |                            |                                            |            |                                               | Încărcați imagine | Raportați eroare |
| 40250.03.01                               | Posibila așezare din Latene de la Codlea / ansamblu anonim (Categorie: locuire civilă) (Tip: Așezare)                                                | municipiul Codlea                |                            | dacică                                     |            |                                               | Încărcați imagine | Raportați eroare |
| 42325.06.01                               | Așezarea dacică de la Cincșor - "La Baraj" / ansamblu anonim (Categorie: locuire civilă) (Tip: Așezare)                                              | sat Cincșor, comuna Voila        | La Baraj                   | dacică                                     |            |                                               | Încărcați imagine | Raportați eroare |
| 42325.07.01                               | Așezarea dacică de la Cincșor / ansamblu anonim (Categorie: locuire civilă) (Tip: Așezare)                                                           | sat Cincșor, comuna Voila        |                            |                                            |            |                                               | Încărcați imagine | Raportați eroare |
| 40866.15.01                               | Așezarea sezonieră dacică de la Comana de Jos - "punctul Lazuri" / ansamblu anonim (Categorie: locuire civilă) (Tip: Așezare)                        | sat Comana de Jos, comuna Comana | Lazuri                     | dacică                                     |            |                                               | Încărcați imagine | Raportați eroare |
| 41131.02                                  | Așezarea dacică de la Copăcel - "La Gheorghești" (Categorie: locuire civilă) (Tip: așezare)                                                          | sat Copăcel, comuna Hârseni      | La Gheorghești             |                                            |            |                                               | Încărcați imagine | Raportați eroare |
| 41131.02.01                               | Așezarea dacică de la Copăcel - "La Gheorghești" / ansamblu anonim (Categorie: locuire civilă) (Tip: Așezare)                                        | sat Copăcel, comuna Hârseni      | La Gheorghești             | dacică                                     |            |                                               | Încărcați imagine | Raportați eroare |
| 41131.02.02                               | Așezarea dacică de la Copăcel - "La Gheorghești" / ansamblu anonim (Categorie: locuire civilă) (Tip: descoperiri izolate)                            | sat Copăcel, comuna Hârseni      | La Gheorghești             |                                            |            |                                               | Încărcați imagine | Raportați eroare |
| 40919.07                                  | Oinochoe descoperită la Cristian (Categorie: descoperire izolată) (Tip: obiect izolat)                                                               | sat Cristian, comuna Cristian    |                            |                                            |            |                                               | Încărcați imagine | Raportați eroare |
| 41202.03.01                               | Așezarea dacică de la Cuciulata / ansamblu anonim (Categorie: locuire civilă) (Tip: Așezare)                                                         | sat Cuciulata, comuna Hoghiz     |                            | dacică                                     |            |                                               | Încărcați imagine | Raportați eroare |
| 40839.05.01                               | Cărămidă ștampilată romană la Cincu / ansamblu anonim (Categorie: descoperire izolată) (Tip: neprecizat)                                             | sat Cincu, comuna Cincu          |                            |                                            |            |                                               | Încărcați imagine | Raportați eroare |
| 40250.04.01                               | Așezarea din epoca migrațiilor de la Codlea / ansamblu anonim (Categorie: locuire civilă) (Tip: Așezare)                                             | municipiul Codlea                |                            |                                            |            |                                               | Încărcați imagine | Raportați eroare |
| 41202.05.01                               | Situl arheologic de la Cuciulata - "Gruiul Văcarului" / ansamblu anonim (Categorie: locuire civilă) (Tip: Așezare)                                   | sat Cuciulata, comuna Hoghiz     | Gruiul Văcarului           |                                            |            |                                               | Încărcați imagine | Raportați eroare |
| 41202.05.02                               | Situl arheologic de la Cuciulata - "Gruiul Văcarului" / ansamblu anonim (Categorie: locuire civilă) (Tip: Așezare)                                   | sat Cuciulata, comuna Hoghiz     | Gruiul Văcarului           | sec. VIII-IX                               |            |                                               | Încărcați imagine | Raportați eroare |
| 40722.05                                  | Descoperiri post-romane la Criț (Categorie: descoperire izolată) (Tip: obiect izolat)                                                                | sat Criț, comuna Bunești         |                            |                                            |            |                                               | Încărcați imagine | Raportați eroare |
| 42325.08                                  | Monedă romană la Cincșor (Categorie: descoperire izolată) (Tip: obiect izolat)                                                                       | sat Cincșor, comuna Voila        |                            |                                            |            |                                               | Încărcați imagine | Raportați eroare |
| 40866.03.01                               | Situl arheologic de la Comana de Jos - "Între Poduri" / ansamblu anonim (Categorie: locuire civilă) (Tip: Așezare)                                   | sat Comana de Jos, comuna Comana | Între Poduri               | Wietenberg                                 |            | 45°55′15″N 25°13′10″E / 45.92074°N 25.21943°E | Încărcați imagine | Raportați eroare |
| 40866.03.02                               | Situl arheologic de la Comana de Jos - "Între Poduri" / ansamblu anonim (Categorie: locuire civilă) (Tip: Așezare)                                   | sat Comana de Jos, comuna Comana | Între Poduri               |                                            |            | 45°55′15″N 25°13′10″E / 45.92074°N 25.21943°E | Încărcați imagine | Raportați eroare |
| 40866.04.01                               | Situl arheologic de la Comana de Jos - "După Șuri" / ansamblu anonim (Categorie: locuire civilă) (Tip: Așezare)                                      | sat Comana de Jos, comuna Comana | După Șuri                  |                                            |            |                                               | Încărcați imagine | Raportați eroare |
| 40866.04.02                               | Situl arheologic de la Comana de Jos - "După Șuri" / ansamblu anonim (Categorie: locuire civilă) (Tip: așezare)                                      | sat Comana de Jos, comuna Comana | După Șuri                  |                                            |            |                                               | Încărcați imagine | Raportați eroare |
| 40866.08.01                               | Situl arheologic de la Comana de Jos - "Dealul Slătinii" / ansamblu anonim (Categorie: locuire civilă) (Tip: Așezare)                                | sat Comana de Jos, comuna Comana | Dealul Slătinii            |                                            |            |                                               | Încărcați imagine | Raportați eroare |
| 40866.08.02                               | Situl arheologic de la Comana de Jos - "Dealul Slătinii" / ansamblu anonim (Categorie: locuire civilă) (Tip: Așezare)                                | sat Comana de Jos, comuna Comana | Dealul Slătinii            |                                            |            |                                               | Încărcați imagine | Raportați eroare |
| 40866.08.03                               | Situl arheologic de la Comana de Jos - "Dealul Slătinii" / ansamblu anonim (Categorie: locuire civilă) (Tip: Monetărie)                              | sat Comana de Jos, comuna Comana | Dealul Slătinii            | romană                                     |            |                                               | Încărcați imagine | Raportați eroare |
| 40866.09.01                               | Situl arheologic de la Comana de Jos - "Dealul Heleșteului" / ansamblu anonim (Categorie: locuire civilă) (Tip: Așezare)                             | sat Comana de Jos, comuna Comana | Dealul Heleșteului         |                                            |            |                                               | Încărcați imagine | Raportați eroare |
| 40866.09.02                               | Situl arheologic de la Comana de Jos - "Dealul Heleșteului" / ansamblu anonim (Categorie: locuire civilă) (Tip: Așezare)                             | sat Comana de Jos, comuna Comana | Dealul Heleșteului         |                                            |            |                                               | Încărcați imagine | Raportați eroare |
| 40866.09.03                               | Situl arheologic de la Comana de Jos - "Dealul Heleșteului" / ansamblu anonim (Categorie: locuire civilă) (Tip: Așezare)                             | sat Comana de Jos, comuna Comana | Dealul Heleșteului         |                                            |            |                                               | Încărcați imagine | Raportați eroare |
| 40866.10.01                               | Așezarea din epoca migrațiilor de la Comana de Jos / ansamblu anonim (Categorie: locuire civilă) (Tip: Așezare)                                      | sat Comana de Jos, comuna Comana |                            | sec. IV                                    |            |                                               | Încărcați imagine | Raportați eroare |
| 40250.05.01                               | Așezarea eneolitică de la Codlea- Zeidner Berg / ansamblu anonim (Categorie: locuire civilă) (Tip: Așezare)                                          | municipiul Codlea                | Zeidner Berg               |                                            |            |                                               | Încărcați imagine | Raportați eroare |
| 41051.10.01                               | Situl arheologic de la Crizbav / ansamblu anonim (Categorie: locuire civilă) (Tip: Așezare)                                                          | sat Crizbav, comuna Crizbav      | Dealul Eroilor             |                                            |            |                                               | Încărcați imagine | Raportați eroare |
| 41051.10.02                               | Situl arheologic de la Crizbav / ansamblu anonim (Categorie: locuire civilă) (Tip: Așezare rurală)                                                   | sat Crizbav, comuna Crizbav      | Dealul Eroilor             |                                            |            |                                               | Încărcați imagine | Raportați eroare |
| 40250.09.01 (Cod LMI: BV-II-m-A-11643.03) | Cetatea sătească și biserica evanghelică fortificată de la Codlea / ansamblu Cetate sătească (Categorie: locuire civilă) (Tip: cetate)               | municipiul Codlea                | str. Lungă 111             | sec. XIII, 1432, sec. XVII, 1724           |            |                                               | Încărcați imagine | Raportați eroare |
| 40250.09.02 (Cod LMI: BV-II-m-A-11643.01) | Cetatea sătească și biserica evanghelică fortificată de la Codlea / ansamblu Biserica fortificată (Categorie: locuire civilă) (Tip: Biserică)        | municipiul Codlea                | str. Lungă 111             | sec. XIII, XV, 1702                        |            |                                               | Încărcați imagine | Raportați eroare |
| 40250.09.03 (Cod LMI: BV-II-m-A-11643.02) | Cetatea sătească și biserica evanghelică fortificată de la Codlea / ansamblu Încăperi pentru provizii (Categorie: locuire civilă) (Tip: Construcție) | municipiul Codlea                | str. Lungă 111             | sec. XV                                    |            |                                               | Încărcați imagine | Raportați eroare |
| 41051.01.01 (Cod LMI: BV-II-m-A-11662)    | Cetatea Heldenburg de la Crizbav / ansamblu Cetatea Heldenburg (Categorie: locuire civilă) (Tip: Cetate)                                             | sat Crizbav, comuna Crizbav      | str. Principală 388        | sec. XIII                                  |            |                                               | Încărcați imagine | Raportați eroare |
| 41051.03.01 (Cod LMI: BV-I-m-A-11273.01)  | Situl arheologic de la Crizbav - "La Cetate" / ansamblu anonim (Categorie: fortificație) (Tip: Fortificație)                                         | sat Crizbav, comuna Crizbav      | La Cetate                  | sec. XII - XIII                            |            | 45°51′24″N 25°26′55″E / 45.85667°N 25.44861°E | Încărcați imagine | Raportați eroare |
| 41051.03.02 (Cod LMI: BV-I-m-A-11273.02)  | Situl arheologic de la Crizbav - "La Cetate" / ansamblu anonim (Categorie: fortificație) (Tip: Așezare)                                              | sat Crizbav, comuna Crizbav      | La Cetate                  | sec. XI - IX                               |            | 45°51′24″N 25°26′55″E / 45.85667°N 25.44861°E | Încărcați imagine | Raportați eroare |
| 41051.03.03 (Cod LMI: BV-I-m-A-11273.03)  | Situl arheologic de la Crizbav - "La Cetate" / ansamblu anonim (Categorie: fortificație) (Tip: Fortificație)                                         | sat Crizbav, comuna Crizbav      | La Cetate                  | sec. V a. Chr. - I p.Chr.                  |            | 45°51′24″N 25°26′55″E / 45.85667°N 25.44861°E | Încărcați imagine | Raportați eroare |
| 40722.08.01 (Cod LMI: BV-I-s-B-11271)     | Așezarea romană de la Criț-Biserica evanghelică C. A. / ansamblu anonim (Categorie: locuire) (Tip: așezare deschisă)                                 | sat Criț, comuna Bunești         | Biserica evanghelică C. A. | sec. II-III                                |            |                                               | Încărcați imagine | Raportați eroare |